# Learning management system
Un learning management system (LMS), traducibile in italiano con Sistema di gestione dell'apprendimento è la piattaforma applicativa (o insieme di programmi) che permette l'erogazione dei corsi in modalità e-learning al fine di contribuire a realizzare le finalità previste dal progetto educativo dell'istituzione proponente. Il learning management system presidia la distribuzione dei corsi on-line, l'iscrizione degli studenti, il tracciamento delle attività on-line. Gli LMS spesso operano in associazione con gli LCMS (learning content management system) che gestiscono direttamente i contenuti, mentre all'LMS resta la gestione degli utenti e l'analisi delle statistiche.

## Caratteristiche
La maggior parte degli LMS sono strutturati in maniera tale da facilitarne, dovunque e in qualunque momento, l'accesso e la gestione dei contenuti. Normalmente un LMS consente la registrazione degli studenti, la consegna, la frequenza ai corsi e-learning e una verifica delle conoscenze.
In un sistema LMS più completo si possono anche trovare strumenti quali l'amministrazione di competenza, l'analisi di abilità, la pianificazione di successione, le certificazioni, i codici categoria virtuali e la ripartizione delle risorse (sedi della riunione, stanze, manuali, istruttori, ecc.). La maggior parte dei sistemi tengono conto dello studente principiante, facilitandone l'auto-iscrizione e l'accesso ai corsi.
Per quanto riguarda la gestione dei contenuti gli LMS stanno evolvendo su differenti fronti, quali:
- Standardizzazione dei contenuti (es. standard SCORM e sue evoluzioni)

- Allargamento dei formati di contenuto (es. video, audio) e/o sorgenti supportate (es. YouTube, TED, Slideshare, piattaforme MOOC, ecc..)

- Aggiunta di funzionalità di collaborazione tra i discenti per garantire la possibilità di interazione

### Learning content management system
Il learning content management system (LCMS) è un modulo software presente nelle piattaforme di e-learning che riunisce tutte le funzionalità necessarie alla gestione dei contenuti per l'insegnamento on-line, come ad esempio:
- Creazione, gestione e memorizzazione dei contenuti didattici;
- Composizione e modularizzazione delle unità didattiche fondamentali, chiamate learning object (LO);
- Tracciamento e memorizzazione delle interazioni degli studenti con i learning object.

Un LCMS gestisce l'importazione e la pubblicazione dei learning object, "pacchetti" indipendenti in grado di soddisfare uno o più obiettivi didattici.

## Utilizzo degli LMS in diversi settori
Gli LMS trovano applicazione in numerosi settori, grazie alla loro capacità di ottimizzare la gestione e l’erogazione della formazione. Oltre all’ambito accademico, sono utilizzati in contesti aziendali, sanitari, governativi e nel settore marittimo, ciascuno con caratteristiche e requisiti specifici.

### Formazione aziendale
Nel contesto aziendale, gli LMS sono strumenti centrali per la formazione dei dipendenti, garantendo flessibilità e tracciabilità dei percorsi formativi. Tra le applicazioni più comuni vi sono:
- Onboarding: procedure per introdurre i nuovi dipendenti alla cultura aziendale e alle attività operative.[2]
- Formazione continua: percorsi per il miglioramento delle competenze e lo sviluppo professionale.
- Compliance aziendale: corsi per garantire l’aderenza a normative obbligatorie, come quelle relative alla sicurezza sul lavoro o alla protezione dei dati (es. GDPR).
- Certificazioni interne: rilascio e gestione di attestati relativi alle competenze acquisite.

Queste applicazioni favoriscono una gestione centralizzata della formazione e una maggiore efficienza operativa.

### Sanità
Nel settore sanitario, gli LMS vengono utilizzati per l’aggiornamento professionale e per garantire la conformità alle normative in costante evoluzione. In Italia, un ruolo fondamentale è svolto dall’Agenzia Nazionale per i Servizi Sanitari Regionali (AGENAS), che supervisiona e coordina molte attività formative legate alla sanità. Le principali applicazioni degli LMS in questo ambito includono:
- Educazione continua in medicina (ECM): i professionisti sanitari devono accumulare crediti formativi ECM (Educazione Continua in Medicina) per mantenere le proprie competenze aggiornate. Gli LMS vengono utilizzati per gestire e tracciare la partecipazione ai corsi riconosciuti da AGENAS.
- Aggiornamento su tecniche e tecnologie emergenti: programmi di formazione specifici su nuovi dispositivi medici, procedure diagnostiche e terapeutiche.
- Educazione al paziente: moduli formativi destinati ai pazienti e ai caregiver per migliorare la gestione di patologie croniche o condizioni specifiche.
- Preparazione per emergenze: corsi e simulazioni virtuali per addestrare il personale sanitario nella gestione di scenari critici, come epidemie o calamità naturali.

L’integrazione degli LMS nelle strutture sanitarie consente un tracciamento accurato delle competenze e una formazione standardizzata.

### Pubblica amministrazione
Gli enti pubblici adottano gli LMS per migliorare la formazione del personale e garantire l’adeguamento alle normative vigenti. Le applicazioni principali comprendono:
- Corsi obbligatori: programmi di formazione su trasparenza, anticorruzione e sicurezza informatica.
- Aggiornamento professionale: percorsi formativi su nuove procedure amministrative e legislative.
- Gestione centralizzata: monitoraggio delle attività formative e gestione dei progressi di un numero elevato di dipendenti.

L’uso di LMS nella pubblica amministrazione favorisce una maggiore efficienza operativa e trasparenza.

### Settore marittimo
Nel contesto marittimo, gli LMS sono strumenti indispensabili per l’erogazione della formazione, in conformità agli standard internazionali STCW (Standards of Training, Certification, and Watchkeeping for Seafarers). Le principali funzioni includono:
- Formazione obbligatoria: corsi relativi alla sicurezza a bordo, alla gestione delle emergenze e alla manutenzione delle attrezzature.
- Formazione a distanza (FAD): moduli online che riducono la necessità di frequenza in presenza.
- Aggiornamento continuo: percorsi formativi su normative e tecnologie emergenti nel settore marittimo.

Questi sistemi permettono di tracciare le attività formative dei marittimi e di soddisfare i requisiti normativi.